# Blepephaeus nepalensis
Blepephaeus nepalensis är en skalbaggsart som först beskrevs av Hayashi 1981.  Blepephaeus nepalensis ingår i släktet Blepephaeus och familjen långhorningar.
Artens utbredningsområde är Nepal. Inga underarter finns listade.